# Milan-San Remo 1951
La 42e édition de la course cycliste, Milan-San Remo a eu lieu le 19 mars 1951 et a été remportée par le Français Louison Bobet. Louison Bobet et son équipier Pierre Barbotin terminent dans cet ordre plus de trois minutes devant leurs poursuivants. Le Breton met ainsi un terme à trente-neuf ans de disette française, Henri Pélissier attendait son successeur depuis 1912.
La course est l'une des épreuves comptant pour le Challenge Desgrange-Colombo.

## Récit de la course[1]
La firme Stella refuse de s'engager sur la course, aussi Bobet et Barbotin sont-ils enrôlés par l'équipe Bottecchia.
Barbotin se détache avec quelques autres dans le Turchino puis, sur la partie littorale de la course, du côté de Savone, Bobet revient avec Edouard Muller et Alain Moineau. L'échappée de dix-sept coureurs explose dans le Capo Mele au somme duquel il ne reste plus, avec les deux Français, qu'Impanis, Petrucci, Maggini et Fazio. Les deux derniers sont lâchés dans le Capo Cervo, les deux autres dans le Capo Berta, et à l'arrivée Bobet règle aisément le sprint.

## Classement final
|    | Cycliste         | Équipe           | Temps           |
| -- | ---------------- | ---------------- | --------------- |
| 1  | Louison Bobet    | Bottecchia-Ursus | 7 h 30 min 23 s |
| 2  | Pierre Barbotin  | Bottecchia-Ursus | + 0 s           |
| 3  | Loretto Petrucci | Bianchi          | + 3 min 19 s    |
| 4  | Angelo Menon     | Stucchi          | + 3 min 30 s    |
| 5  | Raymond Impanis  | Girardengo-Ursus | + 3 min 35 s    |
| 6  | Rodolfo Falzoni  | Guerra-Ursus     | + 5 min 14 s    |
| 7  | Sergio Maggini   | Atala            | + 5 min 14 s    |
| 8  | Alain Moineau    | Ganna            | + 5 min 14 s    |
| 9  | Danilo Barozzi   | Atala            | + 5 min 14 s    |
| 10 | Lido Sartini     | Stucchi          | + 5 min 14 s    |